# Eva Benetatou

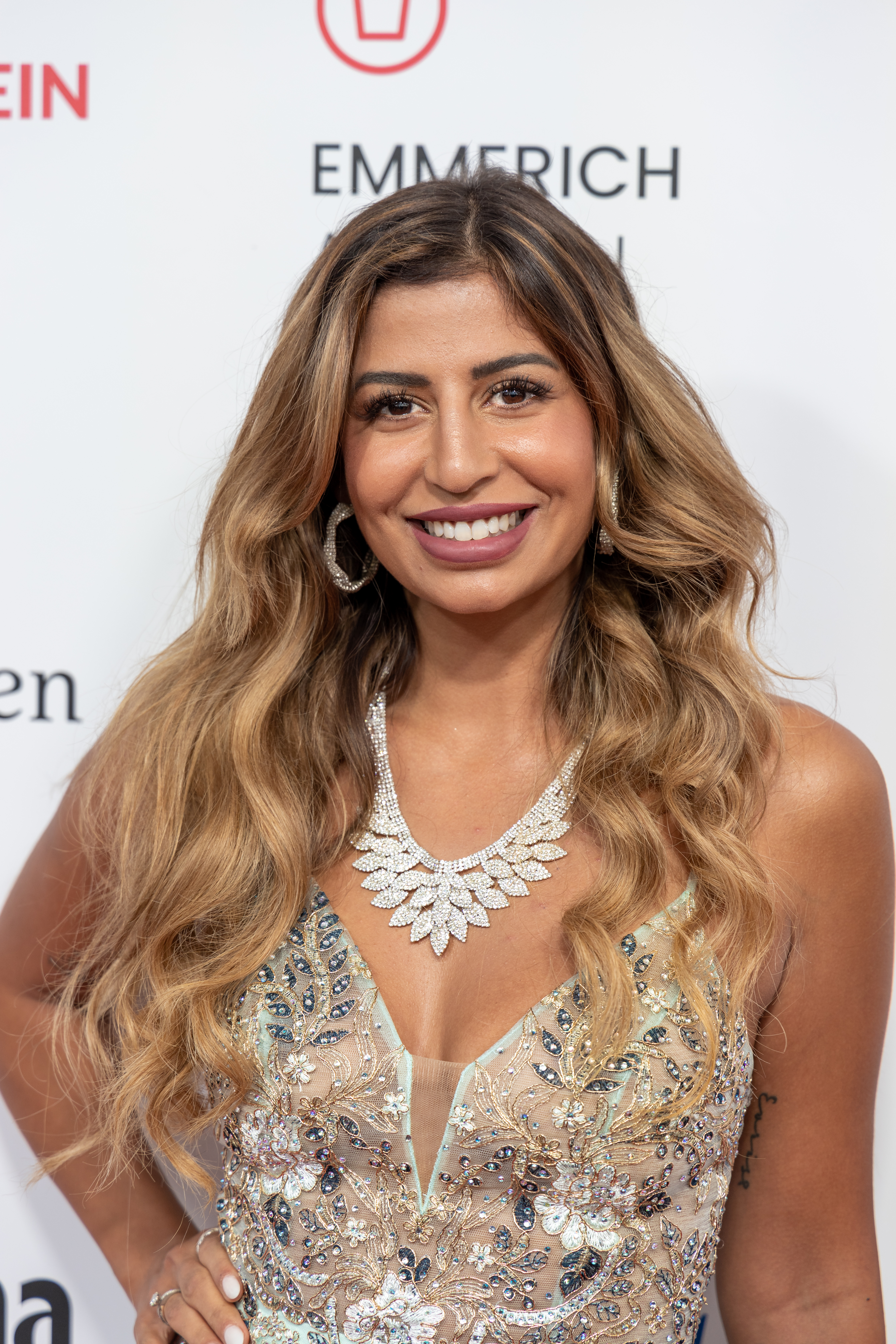
Eva Benetatou (2023)

Evanthia „Eva“ Benetatou (* 6. April 1992 in Griechenland) ist eine griechische Reality-TV-Teilnehmerin, die als Kandidatin bei Der Bachelor einem breiteren Publikum bekannt wurde.

## Leben
Nach ihrem Schulabschluss absolvierte sie eine Ausbildung zur Flugbegleiterin und zog 2014 nach Abu Dhabi, wo sie für Etihad Airways arbeitete. Seit 2017 lebt sie in Düsseldorf, wo sie ebenfalls als Flugbegleiterin bei Eurowings arbeitete. Für eine Teilnahme an der Anfang 2019 ausgestrahlten RTL-Datingshow Der Bachelor gab sie ihren Beruf auf. Die Staffel wurde im mexikanischen Cabo San Lucas gedreht. Im Kampf um das Herz von Bachelor Andrej Mangold kam Benetatou auf den zweiten Platz. Es folgten Auftritte in den Sat.1-Formaten Promi Big Brother und Promis unter Palmen. Neben ihrer Fernseh- und Influencer-Karriere studiert Benetatou im Fernstudium Wirtschaftsrecht.
2020 nahm Benetatou mit ihrem Verlobten an der 5. Staffel der RTL-Realityshow Das Sommerhaus der Stars teil. Mitbewohner, darunter das Siegerpaar aus der Staffel von Der Bachelor, an der auch Benetatou teilgenommen hatte, gerieten während der Sendung wegen Mobbings ihr gegenüber in die Kritik der Öffentlichkeit. 2023 war Benetatou Kandidatin der vierten Staffel von Kampf der Realitystars – Schiffbruch am Traumstrand und Covergirl der Mai-Ausgabe des deutschen Playboys.
Eva Benetatou spricht fließend Deutsch, Englisch und Griechisch.

## Privates
Ab August 2019 war Benetatou mit dem Kölner Fitnessinfluencer Chris Broy liiert. Das Paar verlobte sich im Februar 2020. Im April 2021 trennte sich Broy von der schwangeren Benetatou. Im Juni 2021 wurde sie Mutter seines Sohnes.

## Fernsehauftritte

### Kandidatin
- 2019: Der Bachelor (RTL)
- 2019: Promi Big Brother (Sat.1)
- 2020: Promis unter Palmen – Für Geld mache ich alles! (Sat.1)
- 2020: Das Sommerhaus der Stars – Kampf der Promipaare (RTL)
- 2021: Die Festspiele der Reality Stars – Wer ist die hellste Kerze? (Sat.1)
- 2023: Kampf der Realitystars – Schiffbruch am Traumstrand (RTL ll)
- 2024: The 50 (Prime Video)
- 2024: Fame Fighting (BILD+) (Gewinnerin)
- 2024: B:Real (RTL ll)
- 2025: The Ultimate Hype

### Sonstige
- 2019–2020: Die 25... / Die 10... (RTL) (gelegentlich Kommentierende)
- 2020: Big Brother (Sat.1)
- 2020: Big Brother – Die Late Night Show (Sixx)
- 2020: Explosiv Weekend (RTL) (Patientin Kreisrunder Haarausfall) (26. Juli)

## Diskographie
Singles
- 2021: Teil von mir
- 2024: Dynamit
- 2024: Apokleietai